# Hipparchia postcaeca
Hipparchia postcaeca är en fjärilsart som beskrevs av Karl Schawerda 1931. Hipparchia postcaeca ingår i släktet Hipparchia och familjen praktfjärilar. Inga underarter finns listade i Catalogue of Life.